# Fredsloppet (löpning)
Fredsloppet är en löpartävling i Göteborg som anordnas årligen i september av Proletären FF och medarrangörer. 
Tävlingen har anordnats sedan 1985 och överskottet går till olika politiska och sociala organisationer. Första året var parollen "Nej till Stjärnornas krig, för ett kärnvapenfritt Norden". Därefter har temat för Fredsloppet gällt olika saker, mestadels kampen mot apartheid i Sydafrika och stöd till Polisario i Västsahara. När kriget i Bosnien pågick var det staden Tuzla som utsågs till mottagare. Numera är det ofta projekt i Palestina som stöds, under parollen "Stöd Palestina - Bojkotta Israel!"
Som mest har Fredsloppet haft ca 3 000 deltagare. 2007 var antalet 600. Under årens lopp har arrangemanget fått stöd av Sida, vilket har kritiserats av bland andra riksdagsledamöterna Annelie Enochson (kd), Ewa Björling (m), Bent-Ove Andersson (Samfundet Sverige-Israel) och Förenade Israelinsamlingens tidning Menorah. SIDA drog då in stödet.